# والیس (تگزاس)
والیس، تگزاس (به انگلیسی: Wallis, Texas) یک شهر در ایالات متحده آمریکا با جمعیت ۱٬۲۵۲ نفر است که در تگزاس واقع شده‌است.

## موقعیت جغرافیایی
موقعیت جغرافیایی شهرها و مناطق اطراف به شرح زیر است:

## نگارخانه

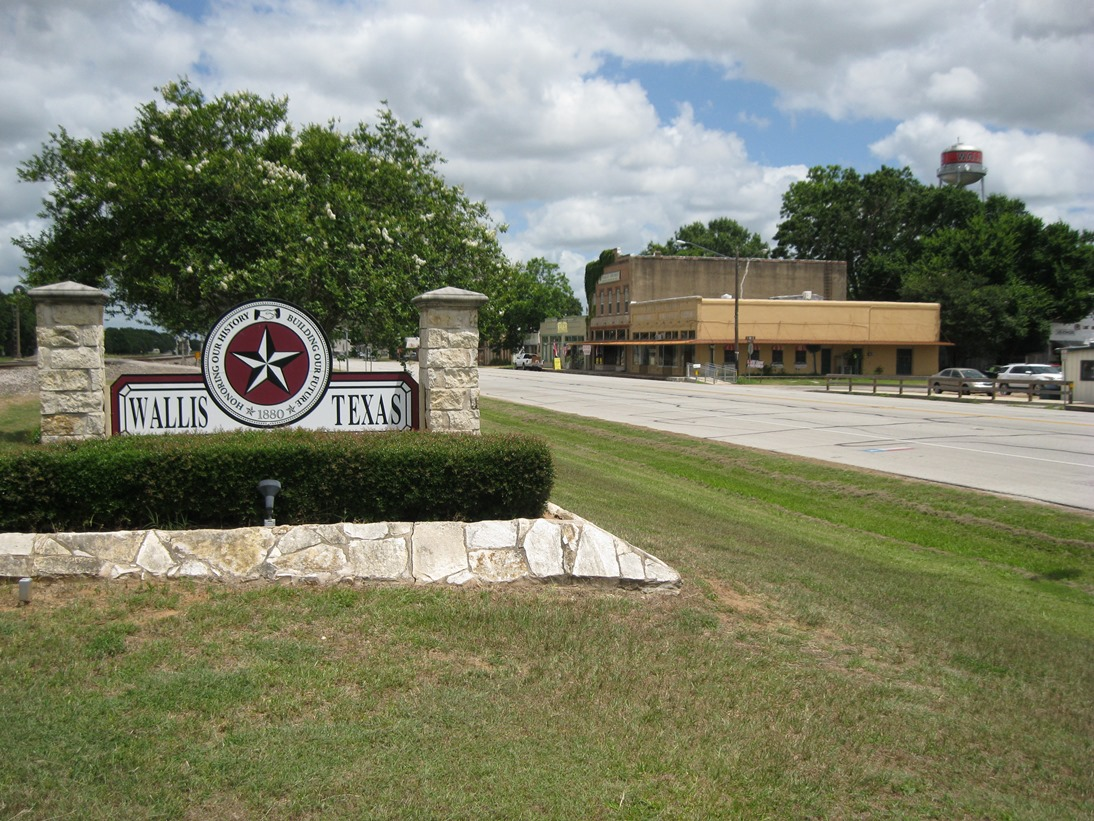
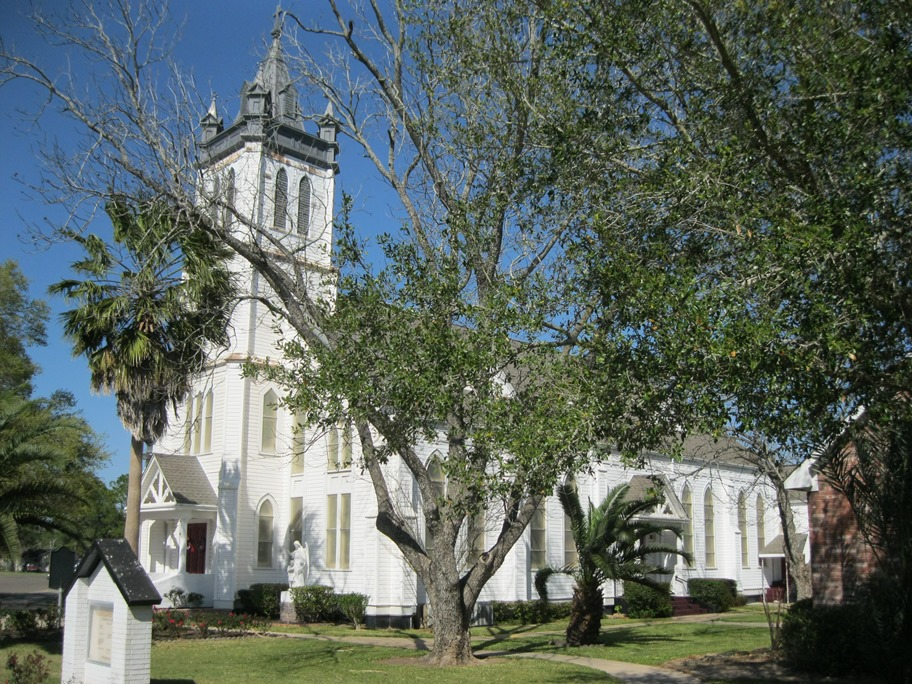
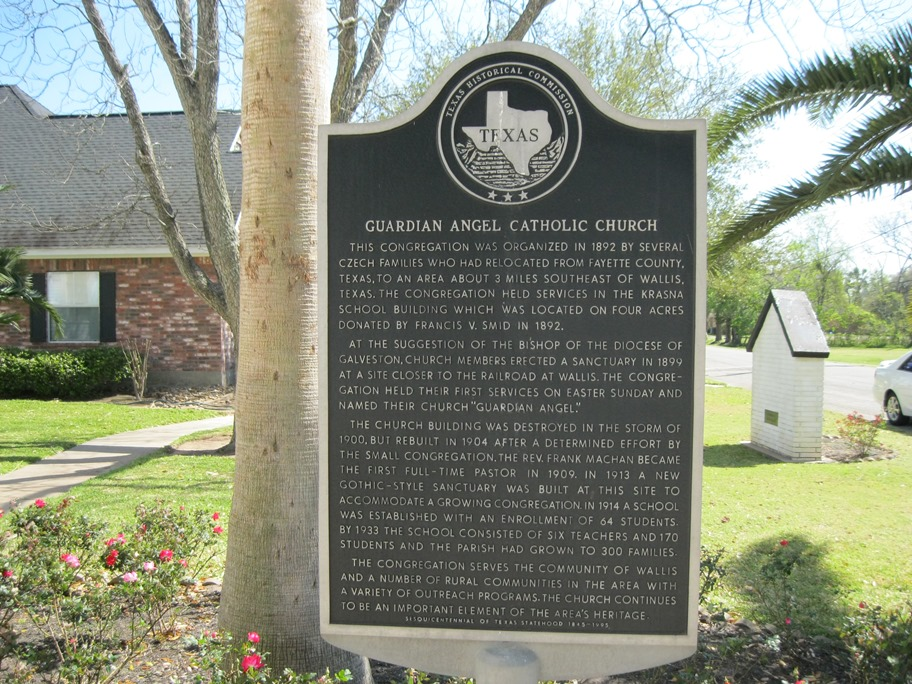